# La Zarza (Extremadura)
La Zarza egy község Spanyolországban, Badajoz tartományban. La Zarza Alange, Villagonzalo, Mérida, Don Álvaro, Oliva de Mérida, Almendralejo és Torremejía községekkel határos. Lakosainak száma 3345 fő (2024).

## Népesség
A település népessége az utóbbi években az alábbiak szerint változott:
| Lakosok száma | 3615 | 3585 | 3578 | 3563 | 3637 | 3591 | 3542 | 3472 | 3380 | 3345 |
|               | 2001 | 2004 | 2006 | 2009 | 2011 | 2014 | 2016 | 2019 | 2021 | 2024 |